# Sucesión al trono de Suecia

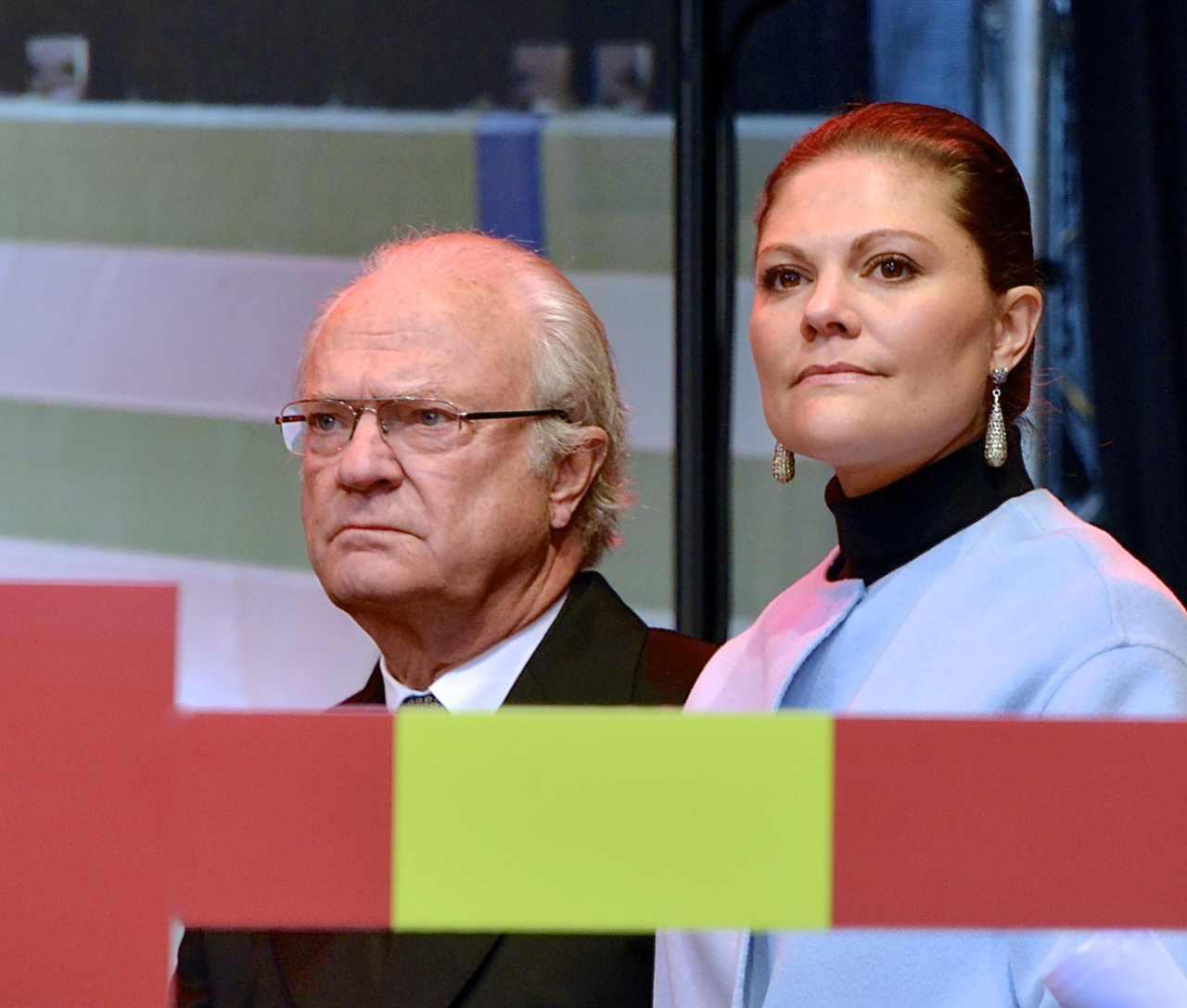
El rey Carlos XVI Gustavo de Suecia y su hija mayor y heredera, la princesa Victoria.

La sucesión al trono de Suecia incluye a todos los miembros de la casa de Bernadotte que se encuentran en la línea sucesoria por cumplir con la ley de sucesión establecida en 1810 y su renovación en 1980, para así subir al trono como Rey de Suecia.
El titular de la Corona sueca es, actualmente y desde 1973, Carlos XVI Gustavo de Suecia, que heredó el trono tras la muerte de su abuelo, el rey Gustavo VI Adolfo de Suecia. Durante años, la sucesión en Suecia fue un tema complicado; pues el padre del actual monarca, el príncipe Gustavo Adolfo de Suecia, murió en un accidente de avión cuando él solamente tenía 4 años. La ley que regía los derechos dinásticos por aquel entonces apartaba de la línea sucesoria a las mujeres y aquellos varones que se contrajeran matrimonio con mujeres no pertenecientes a ninguna casa real. Así pues, los únicos que podían asegurar la continuación de la dinastía eran el mismo Carlos Gustavo y el príncipe Bertil de Suecia, único de los hijos de Gustavo Adolfo VI que no había contraído matrimonio con una plebeya.

## Sucesión
La sucesión estuvo regulada por la Ley de Sucesión de 1810 desde dicho año, que fue aprobada por el rey Carlos XIII de Suecia, hasta que fue derogada en 1980. En ella se refería que serían candidatos al trono los descendientes varones de Carlos XIV Juan de Suecia, siguiendo los conceptos de primogenitura y línea directa. Quedaban excluidas las mujeres y sus descendientes.
La ley fue cambiada en 1980, tras la presión de diversos grupos feministas, para establecer que todos los descendientes, sean hombres o mujeres, de Carlos XVI Gustavo de Suecia sean elegibles al trono mediante la primogenitura y la línea directa. Así pues, se cambió la constitución sueca y se abolió la ley sálica, permitiendo así que las mujeres puedan acceder al trono. La ley tuvo efecto retroactivo, ya que el título de "Príncipe Heredero de Suecia" que le pertenecía a Carlos Felipe de Suecia le fue otorgado a su hermana mayor, la princesa Victoria. Suecia se convirtió en la primera monarquía europea que adoptaba la primogenitura independientemente del sexo.
La renovación de la ley llevó a la exclusión de la línea sucesoria a todos los que podrían tener algún derecho al trono por ser miembros de ramas menores de la Casa de Bernadotte, con excepción del príncipe Bertil de Suecia, tío del rey Carlos XVI Gustavo, al que se le permitió, junto a sus descendientes, ser candidato al trono por detrás de los hijos de su sobrino. Bertil murió en 1997 sin hijos.

## Línea de sucesión

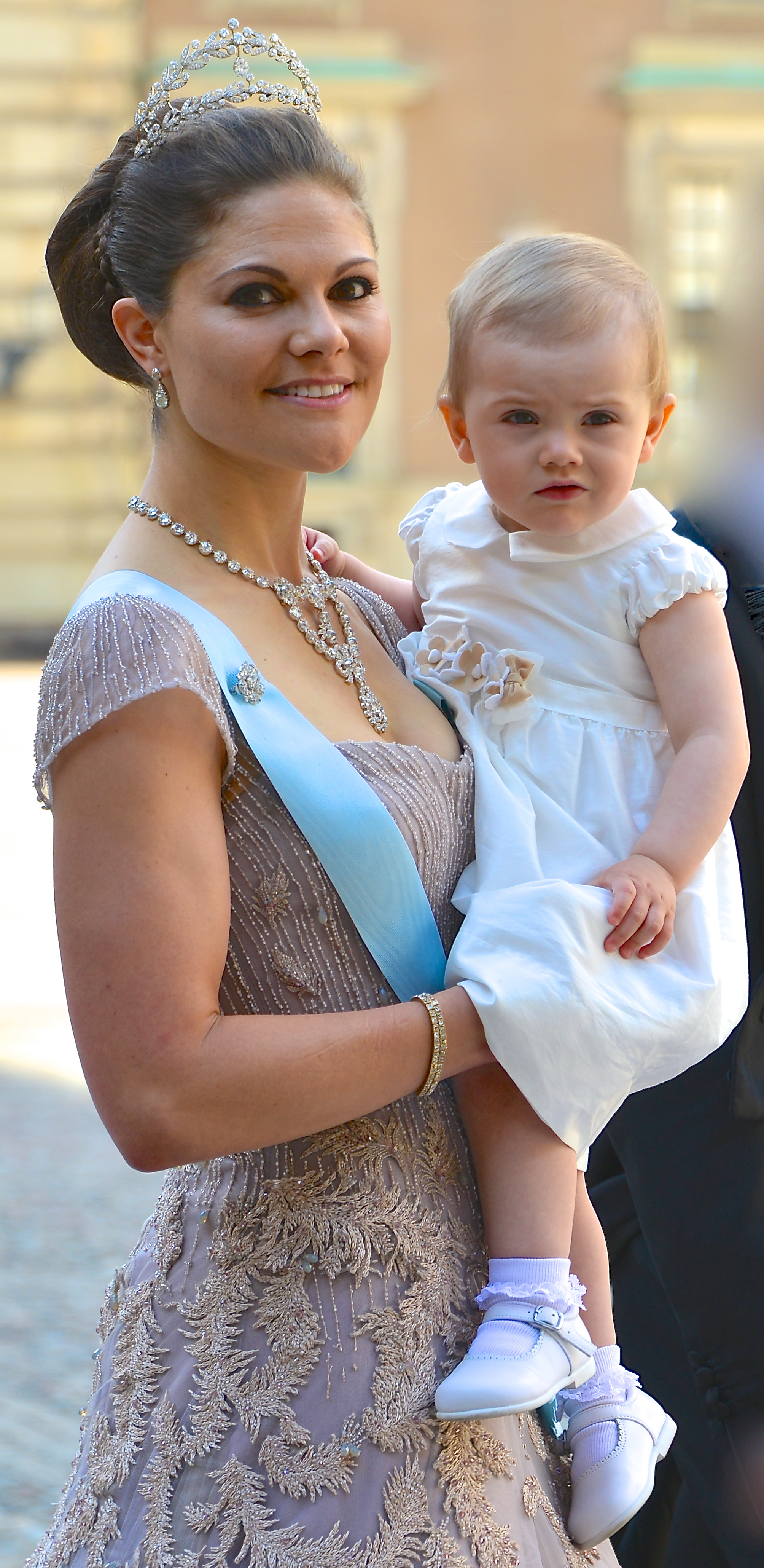
La princesa Victoria y la princesa Estela, ambas llamadas a reinar en Suecia.

La siguiente lista incluye solamente aquellos miembros de la familia Bernadotte que tienen derecho, por nacimiento, a formar parte de la línea sucesoria al trono de Suecia, de acuerdo con la ley de sucesión aprobada en 1980. Solo se contemplan los hijos del actual monarca, el rey Carlos Gustavo XVI y sus descendientes.
- Herederos a través de Carlos XIV Juan → Óscar I → Carlos XV → Óscar II  → Gustavo V → Gustavo VI Adolfo → Carlos XVI Gustavo

- Gustavo VI Adolfo de Suecia (1882 - 1973)

- Rey Carlos XVI Gustavo (n. 1946)

- - (1) Victoria, princesa heredera de Suecia (n. 1977)
    - (2) Princesa Estela, duquesa de Östergötland (n. 2012)
    - (3) Príncipe Óscar, duque de Escania (n. 2016)

  - (4) Príncipe Carlos Felipe, duque de Värmland (n. 1979)
    - (5) Príncipe Alejandro, duque de Södermanland (n. 2016)
    - (6) Príncipe Gabriel, duque de Dalarna (n. 2017)
    - (7) Príncipe Julián, duque de Halland (n. 2021)
    - (8) Princesa Inés, duquesa de Västerbotten (n. 2025)

  - (9) Princesa Magdalena, duquesa de Hälsingland y Gästrikland (n. 1982)
    - (10) Princesa Leonor, duquesa de Gotland (n. 2014)
    - (11) Príncipe Nicolás, duque de Ångermanland (n. 2015)
    - (12) Princesa Adriana, duquesa de Blekinge (n. 2018)

## Elegibilidad

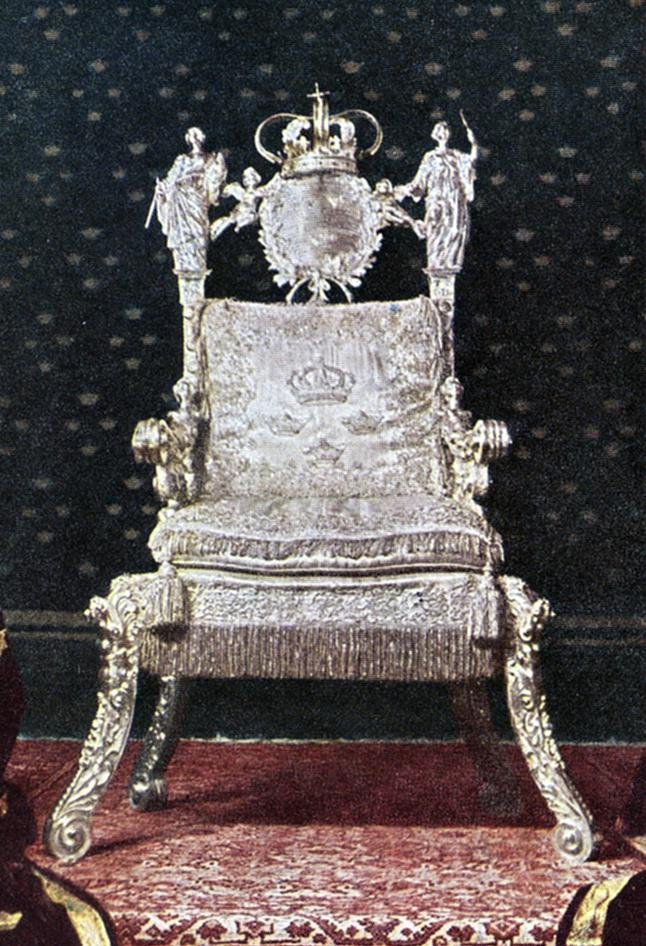
El Trono de Plata es el asiento real desde 1650.

De acuerdo con la ley de sucesión, un miembro de la familia Bernadotte con derechos dinásticos por nacimiento puede perder dicha condición y la de sus descendientes en los casos siguientes:
- No es criado y escolarizado en Suecia.[8]
- Cesa su fe luterana.
- Se casa sin el consentimiento del rey y del gobierno.
- Asciende al trono en otro país por elección, herencia o matrimonio sin el consentimiento del monarca y el Riksdag.